# Paralithoxus
Paralithoxus – rodzaj słodkowodnych ryb sumokształtnych z rodziny zbrojnikowatych (Loricariidae). 

## Zasięg występowania
Ameryka Południowa – rzeki Wyżyny Gujańskiej.

## Klasyfikacja
Gatunki zaliczane do tego rodzaju:
- Paralithoxus boujardi
- Paralithoxus bovallii
- Paralithoxus jariensis
- Paralithoxus pallidimaculatus
- Paralithoxus planquettei
- Paralithoxus raso
- Paralithoxus stocki
- Paralithoxus surinamensis

Gatunkiem typowym jest Ancistrus bovallii (=P. bovallii).